# Вібонаті
Вібонаті (італ. Vibonati, сиц. Vibunati) — муніципалітет в Італії, у регіоні Кампанія,  провінція Салерно.
Вібонаті розташоване на відстані близько 330 км на південний схід від Рима, 140 км на південний схід від Неаполя, 95 км на південний схід від Салерно.
Населення — 3281 особа (2014).
Щорічний фестиваль відбувається 17 січня. Покровителі — святий Антоній Великий.

## Демографія
Населення за роками:

Станом на 1 січня 2023 року в муніципалітеті офіційно проживало 115 іноземців з 26 країн, серед них 59 громадян країн Євросоюзу та 9 громадян України.

## Сусідні муніципалітети
- Казалетто-Спартано
- Іспані
- Санта-Марина
- Сапрі
- Торрака
- Торторелла